# Уруси-э

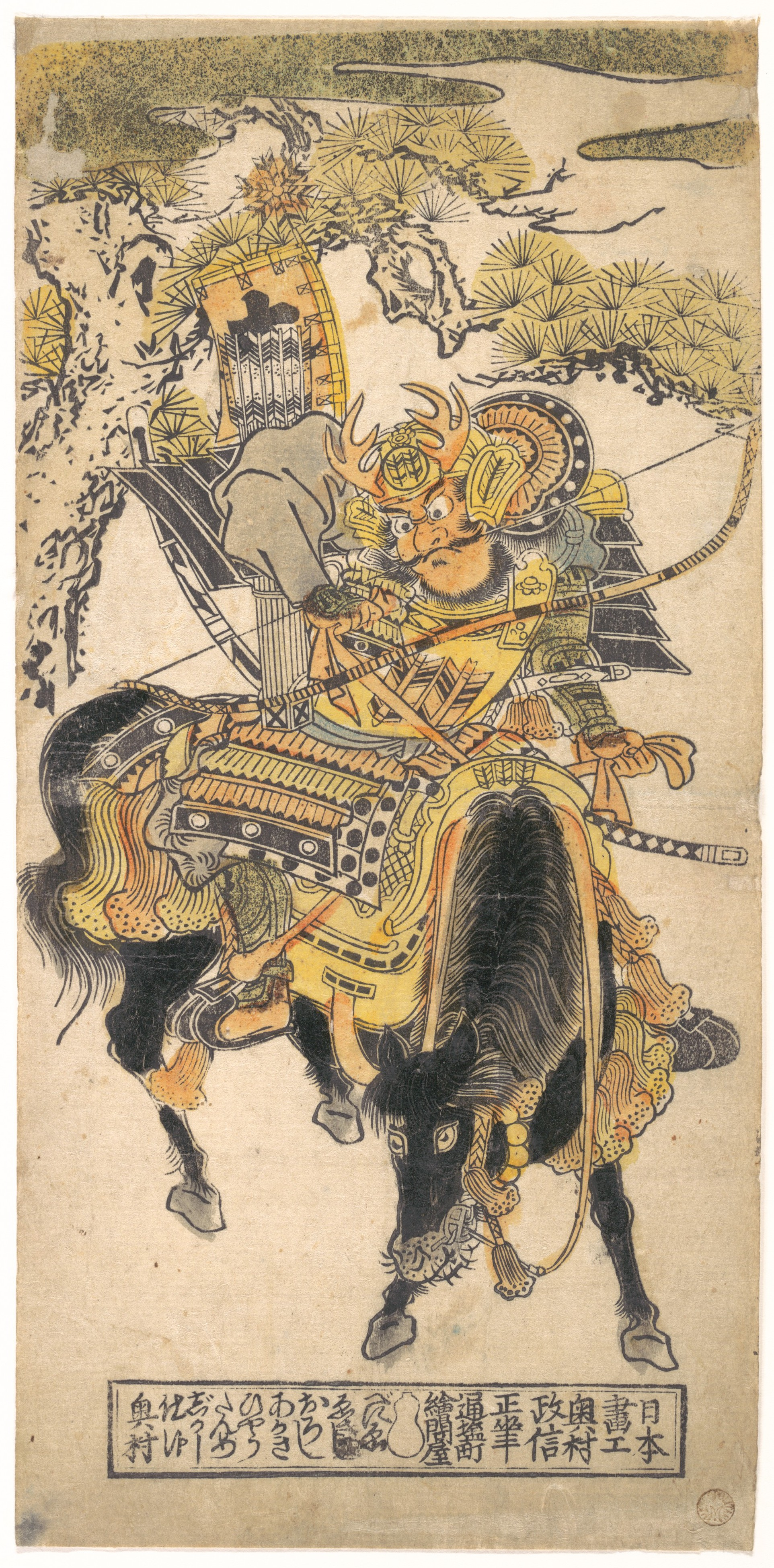
Актёр Накамура Томидзюро в роли всадника, Окумура Масанобу, 1740

Уруси-э (яп. 漆絵, лаковая картина) — направление в изобразительном искусстве Японии, связанное с использованием лака; термин может относиться к двум техникам: картины и свитки, созданные непосредственно с использованием лака в качестве материала работы, и ксилографические иллюстрации с большим количеством тёмных контуров и деталей, напоминающих густой чёрный лак.

## Ксилография
Иллюстрации в стиле уруси-э создавались с использованием широких чёрных контуров, иногда прокрашенных вручную. Иногда чернила смешивались с клеем на животной основе никава, который придавал контурам эффект густого наложения, яркий блеск, таким образом иллюстрация становилась похожей на произведение произведение лакового искусства. Чаще всего клей использовался не на всей поверхности иллюстрации, а для того, чтобы выделять отдельные элементы, например волосы, оби, какие-то детали одежды и прочее, придавая персонажу более изысканный вид. Для многих ксилографических работ уруси-э также использовалась слюда, порошок из драгоценных металлов и другие материалы, придававшие рисунку более богатый и изящный вид. Техника была популярна в начале XVIII века. Ей пользовались такие мастера укиё-э Окумура Масанобу, Тории Киёмасу и Тории Киёнобу.

## Живопись
В живописи термин уруси-э относится к созданию картин при помощи цветных лаков, создававшихся смешением обычного прозрачного лака (суки-уруси) и цветных пигментов. Использование цветных лаков восходит к периоду Дзёмон и достигло пика в период Нара (VIII век), когда стали популярными работы с красным лаком на чёрном фоне. Одни из первых работ в этой технике можно увидеть в храме Хорю-дзи (префектура Нара). До XIX века, в связи с использованием натуральных пигментов, цветовой спектр, доступный художникам, ограничивался красным, чёрным, жёлтым, зелёным и светло-коричневым цветами. Лишь в XIX веке был изобретён белый лак.
Инноватором в этой технике стал художник Сибата Дзэсин (1807—1891). Возможно, именно он первым стал использовать лак не только как покрытие в декоративно-прикладном искусстве, но и как материал для создания рисунка на свитках. Сибата Дзэсин много экспериментировал с разными составами лаков и их смешением с разными веществами, таким образом, ему удалось создать металлический эффект и эффект, подобный масляной живописи.